# Madame X (film din 1929)
Madame X este un film american realizat în 1929 în perioada Pre-Cod regizat de Lionel Barrymore, și care o are în rol principal pe Ruth Chatterton, o femeie decăzută care dorește să își regăsească fiul. Filmul se bazează pe piesa Madame X din 1908 a dramaturgului francez Alexandre Bisson (1848-1912).

## Prezentare

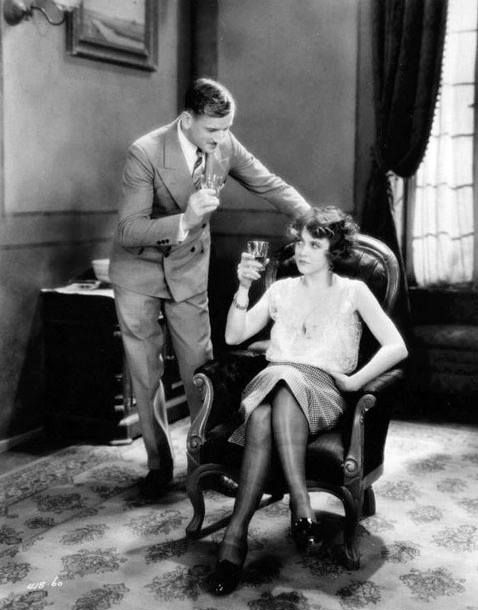
Ullrich Haupt și Ruth Chatterton în Madame X

Jacqueline Floriot (Chatterton) este aruncată în stradă fără niciun ban din partea soțului ei gelos Louis (Lewis Stone) când acesta descoperă că ea a avut o aventură. Nu i se permite să își vadă fiul de patru ani și se afundă în depravare. Douăzeci de ani mai târziu, ea a devenit amanta lui Laroque (Ullrich Haupt), un jucător de cărți. Când află că soțul ei este acum procurorul general, Laroque decide să-l șantajeze. Disperată să-și protejeze fiul de dezonoarea sa, trage și își omoară iubitul.
Din întâmplare, avocatul care i-a fost atribuit primul caz se dovedește a fi propriul ei fiu. Acesta este nedumerit și frustrat atunci când femeia pe care trebuie să o reprezinte refuză să se apere în instanță. În timpul procesului, soțul ei apare ca sprijin al fiului său. Când observă că el o recunoaște și urmează să recunoască, face o pledoarie nerăbdătoare, nu din milă, ci pentru a înțelege de ce a fost nevoită să comită crima. Așa cum intenționase, mesajul ascuns îl face pe Louis să tacă. Când Jacqueline leșină, este dusă într-o cameră privată. Acolo, își sărută fiul, care încă nu cunoaște adevărul, și moare.

## Distribuție
- Ruth Chatterton în rolul Jacqueline Floriot
- Lewis Stone în rolul Louis Floriot
- Raymond Hackett în rolul Raymond Floriot
- Holmes Herbert în rolul Noel
- Eugenie Besserer în rolul Rose, servitoarea lui Floriot
- Mitchell Lewis în rolul colonelului Hanby
- Ullrich Haupt în rolul Laroque
- Sidney Toler în rolul dr. Merivel
- Richard Carle în rolul Perissard
- Claude King în rolul Valmorin, procurorul